# Hockeria karatasensis
Hockeria karatasensis är en stekelart som beskrevs av Boucek 1952. Hockeria karatasensis ingår i släktet Hockeria och familjen bredlårsteklar.
Artens utbredningsområde är Turkiet. Inga underarter finns listade i Catalogue of Life.